# Adam Weigel
Adam Weigel (* 4. Mai 1875 in Breidenbach; † 10. November 1965 ebenda) war ein deutscher Bürgermeister und Mitglied des Provinziallandtages der Provinz Hessen-Nassau.

## Leben
Adam Weigel war ein Sohn des Stellmachermeisters Johannes Weigel (1851–1931) und dessen Ehefrau Anna Weber (1850–1875). Nach seiner Schulausbildung absolvierte er eine Maurerlehre und war bereits als 18-Jähriger als Polier tätig. Er legte die Meisterprüfung ab und gründete zusammen mit seinem Schwager im Jahre 1903 ein Baugeschäft, musste 1914 Kriegsdienst leisten und kehrte 1917 wegen einer Typhuserkrankung in die Heimat zurück, wo er zum Bürgermeister gewählt wurde. Dieses Amt hatte er bis 1945 inne. 1920 erhielt er ein Mandat für den Provinziallandtag der preußischen Provinz Hessen-Nassau, wo er als Vertreter der Deutschen Volkspartei Mitglied des sozialpolitischen Ausschusses war. Das Parlament war oberhalb der Ebene des Kommunallandtages Kassel angesiedelt, dem er ebenso angehörte. 

## Ehrungen
- 1958 Ehrenbürgermeister von Breidenbach